# جمیل
جمیل فیلمی به کارگردانی احمد بخشی و نویسندگی اصغر عبداللهی ساختهٔ سال ۱۳۶۶ است.

## خلاصه داستان
جمیل، کارگر بارانداز، با خانواده اش در اتاقی اجاره‌ای در خانه‌ای بزرگ زندگی می‌کند…

## بازیگران
- حسین گیل
- محمدعلی کشاورز
- سرور نجات‌الهی
- محبوبه بیات
- رضا صفایی‌پور
- سروش خلیلی
- محمد ابهری
- سعید امیرسلیمانی
- احمد کاشانی
- فرخ نعمتی
- داوود موثقی
- حسین شهاب
- محمود بصیری
- حمید دلشکیب
- خشایار
- صفر اجلی
- حسن حاتمی
- نریمان شیری فرد
- محمود بخشی
- یوسف محمدیان
- علیرضا فهیمی
- احمد فداکار
- نامدار مشیری

## صداپیشگان
- عزت الله مقبلی
- منوچهراسماعیلی
- شهلا ناظریان
- حسین معمارزاده
- عطاالله کاملی
- اصغر افضلی
- مهوش افشاری
- منوچهر والی زاده
- ژاله کاظمی
- مندوب هاشمی
- جلال مقامی
- حسین حاتمی
- بهرام زند
- مرتضی احمدی